# Jan Koprivec
Jan Koprivec (ur. 15 lutego 1988 w Koprze) – słoweński piłkarz występujący na pozycji bramkarza. Od 2017 gra w cypryjskim Pafos FC.

## Kariera klubowa
Koprivec zawodową karierę rozpoczynał w 2007 roku w Cagliari Calcio, do którego trafił z klubu FC Koper. W Cagliari nie rozegrał jednak ani jednego ligowego meczu i latem 2008 trafił do Udinese Calcio, gdzie rolę pierwszego bramkarza pełnił jego rodak – Samir Handanovič. W Serie A Koprivec zadebiutował 22 marca 2009 roku w meczu z Genoą. 17 sierpnia tego samego roku piłkarz został wypożyczony do beniaminka Serie B – Gallipoli Calcio, a w 2011 roku do AS Bari.
W 2012 roku odszedł do Perugii, gdzie spędził trzy sezony. Następnie grał w cypryjskim Anorthosisie Famagusta, a w 2017 przeszedł do Pafos FC.

## Kariera reprezentacyjna
Był członkiem kadry do lat 21.